# Praeplectostaffella
Praeplectostaffella es un género de foraminífero bentónico de la subfamilia Eostaffellinae, de la familia Eostaffellidae, de la superfamilia Ozawainelloidea, del suborden Fusulinina y del orden Fusulinida. Su especie tipo es Praeplectostaffella anvilensis. Su rango cronoestratigráfico abarca desde el Viseense superior hasta el Serpujoviense (Carbonífero inferior).

## Discusión
Clasificaciones previas hubiesen incluido Praeplectostaffella en la subfamilia Pseudostaffellinae, de la familia Ozawainellidae, y de la superfamilia Fusulinoidea. Clasificaciones más recientes incluyen Neomillerella en la subclase Fusulinana de la clase Fusulinata.

## Clasificación
Praeplectostaffella incluye a las siguientes especies:
- Praeplectostaffella anvilensis †
- Praeplectostaffella asymmetrica †